# Музбель (Карагандинская область)
Музбель (каз. Мұзбел, до 2018 г. — Пржевальское) — село в Нуринском районе Карагандинской области Казахстана. Административный центр Пржевальского сельского округа. Находится примерно в 39 км к северо-западу от посёлка Нура, административного центра района, на высоте 421 метра над уровнем моря. Код КАТО — 355269100.

## Население
В 1999 году численность населения села составляла 836 человек (413 мужчин и 423 женщины). По данным переписи 2009 года, в селе проживало 762 человека (373 мужчины и 389 женщин).